# Werengouw
De Werengouw is een straat in de Waterlandpleinbuurt (voorheen Nieuwendam-Noord genoemd) in Amsterdam-Noord. Ze kreeg haar naam per raadsbesluit van 30 oktober 1963, 2 februari 1966 en 3 april 1969. Ze is vernoemd naar De Weeren, het weidegebied rond Zunderdorp. Een weer is vanouds in Noord-Holland een complex van landerijen dat zich uitstrekt tussen een complex van evenwijdige sloten.

## Ligging en geschiedenis
De straat loopt als een buurtverkeersweg van oost naar west door de Waterlandpleinbuurt. Ze begint echter na brug 987 als woonstraat met twee takken met in het midden een groenstrook bij de Naardermeerstraat. De noordelijke woonstraat komt vlak voor de Volendammerweg met een bocht naar links uit op de zuidelijke woonstraat. Na de Volendammerweg gaat de straat met een flauwe bocht naar links verder als buurtverkeersweg en loopt langs het Waterlandplein. Vervolgens kruist de straat de Beverwijkstraat, twee keer de Katrijpstraat, de Groetstraat, met een rotonde de Beemsterstraat, de Egmondenstraat, de Schoorlstraat, de Ilperveldstraat, een naamloze watergang, het Baanakkerspark, nogmaals een naamloze watergang en de Th. Weeversweg. Oorspronkelijk liep de straat verder naar het westen, maar bij een raadsbesluit van 27 oktober 1971 werd het gedeelte na de Th. Weeversweg gevoegd bij het Buikslotermeerplein.
De straat kent aan beide zijden hoofdzakelijk portiekflats en de achterzijde van één winkel. Alleen bij het Waterlandplein en het Buikslotermeerplein bevindt zich ook hoogbouw. De zuidelijk woonstraat aan het begin kent alleen laagbouw.
De straat is een tweebaansweg waarbij door het verkeer regelmatig te hard wordt gereden. Op 9 september 1995 vond hier een dodelijk verkeersongeval plaats waarover uitgebreid in de media werd bericht.
Bus 35 rijdt sinds 22 juli 2018 door de straat tussen de Volendammerweg en het Buikslotermeerplein.